# 장효조
장효조(張孝祚, 1956년 7월 6일~2011년 9월 7일)는 전직 KBO 리그 삼성 라이온즈 및 롯데 자이언츠의 외야수이자, 전직 삼성 라이온즈 2군 감독이었다.
2011년 9월 7일, 부산 동아대학교병원에서 간암 투병 끝에 향년 56세(만 55세)로 세상을 떠났다. 그는 초년에는 불교를 믿었으나, 나중에 이탈한 그는, 이후 말년에 아들이 장차 목사가 되며 개신교를 믿었다.
한편,  백대삼 전직 KBO 심판의 처남이며  삼촌(일명 장 서방)이 작곡가 길옥윤의 유일한 남동생인 최치갑 부산 조은치과 원장의 처갓댁 손윗동서이기도 하다.

## 야구 입문
부산 영도구에서 태어나 부산영선초등학교 3학년 때였던 10세 때 대구로 이주했다. 야구를 시작한 때는 대구삼덕초등학교 4학년으로, 키는 작았지만 발이 빠르고 기민해 야구부 감독의 총애를 받았다. 어렸을 적부터 고된 훈련을 통해 스스로를 단련한 장효조는 대구중학교 2학년 때 서울에 살던 아버지가 세상을 떠나며 인생의 전환점을 맞는다.
키 174 cm, 체중 70kg에 지나지 않았던 장효조는 1972년 대구상고에 진학하면서 본격적으로 능력을 드러내기 시작했다. 2학년이었던 1973년에 각종 대회에서 맹활약을 펼치며 대구상고를 대통령배, 봉황대기, 황금사자기 정상에 올려놓았다. 특히 황금사자기에서는 14타수 6안타를 몰아치며 우수선수, 타격 1위(0.428), 최다 안타상을 받았고 봉황대기에서도 타격왕을 수상했다. 그 해 일본과의 고교야구 친선경기를 위해 대한민국 국가대표에 선발된 장효조는 다시 맹활약하여 한국이 2승 1무로 일본을 누르는데 큰 기여를 했다. 1974년에도 대구상고를 봉황기를 우승에 올려놓으며 또다시 타격왕과 최다안타 상을 수상했고, 대통령배 고교야구대회에서는 5할을 기록하며 다시 타격상을 수상했다. 장효조는 그 해 출전한 네 개 고교야구대회에서 0.383라는 타율을 기록했다.
1975년 한양대학교 체육학과에 진학한 장효조는 1학년 때 국가대표팀에 선발되었고, 1976년 백호기 대회에서 0.714(14타수 10안타)라는 경이로운 타율을 기록하며 타격왕을 달성하고 4연타석 2루타를 쳐 내는 등 크게 성장할 선수로 큰 기대를 모았다.

## 프로 야구 경력
실업 팀 포항제철에 입단하였다가 경리단에서 병역을 마친 후 삼성 라이온즈에 입단해 첫 해부터 센세이션을 일으켰다. 프로 적응기가 필요하다는 전망을 비웃듯 1군 92경기에서 타율 3할 6푼 9리(1위), 18홈런(공위), 22도루(4위), 장타율 6할 1푼 8리(1위), 출루율 4할 7푼 5리(1위)로 천재성을 입증했다. 1983년 5월에 8연타석 안타에 3연타석 홈런을 때려 내며 타율이 0.414까지 치솟았다. 이는 KBO 리그 역사상 최초이며, 1983년 시즌 내내 0.380 이상의 고타율을 기록하였으나, 막판에 약간 부진하여 0.369의 타율로 시즌을 마감했다. 삼성 라이온즈의 대표적 프랜차이즈 스타로 활약하며 '타격의 달인', '안타 제조기'등의 명성을 얻었다. 1985 시즌 삼성 라이온즈의 전·후기 통합 우승을 이끈 주역이기도 하다.
그는 기자들 가운데서 '장효조가 치지 않는 볼은 볼이다','장효조는 배트를 거꾸로 잡아도 3할은 친다.'라는 우스갯소리가 있을정도로 선구안이 뛰어났으며, 그의 컨택트 능력은 타의 추종을 불허했다. 하지만 그는 타격실력에 비하여 형편없는 수비능력을 가지고 있었는데 1984년 한국시리즈에서도 삼성이 졌던 여러 원인 중에 장효조의 캐치 미스가 있었다. 물론 그렇지만 해설자들이 평가하기로 그는 약한 어깨이긴 하지만 유격수나 2루수가 커트 안하고 홈까지 직선으로 갈 만큼 놀라운 송구 정확도를 보였다. 타격 면에서는 우리나라 유일의 4할 타자 백인천과 함께 쌍벽을 이루는 유일한 선수이다.
이후, 1988년에는 트레이드설에 휩싸인 데다  연봉 협상 문제로 구단과 자주 이견을 보인 것 탓인지 선수협 파동 직후  같은 해 12월 21일 좌완 투수 장태수와 함께 외야수 김용철과 투수 이문한을 상대로 롯데 자이언츠에 트레이드되었는데 이적 후에는 지명타자로 뛰었으며 홀수 해에만 3할대 타율을 기록하는 등 그야말로 '격년제 징크스'를 겪었다. 이는 최동원과 김시진 등이 트레이드된 후 한 달 후의 일이었다. 1989년 1월 삼성 라이온즈에서 롯데 자이언츠로 트레이드될 때 연봉 5,600만 원에 계약한 바 있다.
대구상고 후배였던 이정훈이 1991년의 그를 평가하기를 '장효조 선배는 늘 경기 후 밤에 맥주를 2캔 마시고 자는 습관이 있었다. 하지만 나와 타격왕 경쟁을 하면서 그 맥주를 끊고 밤새 연습을 하더라'라는 말을 한 적이 있다. 그리고 그 해에 0.347의 타율을 기록하며 2년만에 타율 3할대를 달성했고 1992년 한국시리즈에서 프로 데뷔 9년만에 처음으로 한국시리즈 우승을 맛본 후 은퇴를 선언했다.
그가 삼성 라이온즈에서 지녔던 등번호 10번은 그가 팀을 떠난 뒤 1993년에 입단한 양준혁이 달기도 했는데, 양준혁은 그와 동일하게 좌타자이면서 타격왕을 네 차례나 수상하였다. 네 차례의 타격왕 수상은 역대 타격왕 최다 수상 횟수이다. 두 선수의 통산 타율은 각각 장효조 0.331와 양준혁 0.316로서 한국 프로 야구 통산 타율 1위와 2위의 성적이다. 이에 따라 삼성 구단과 팬들은 등번호 10번이야말로 삼성 팀 내에서 가장 타율이 높은 타자가 물려받는 등번호라고 의미를 부여하기도 했다.
2011년 KBO 리그 30년 레전드 올스타에 선정되었다.

## 사망
레전드 올스타 행사가 있기 며칠 전에 몸에 이상을 느낀 그는 병원에서 정밀 검사를 받은 결과, 간암과 위암이 동시에 발견되어 2군 투수코치 양일환에게 2군 감독직을 넘겼다.
이후 부산으로 내려가 동아대학교병원에 입원하여 치료를 받았으나, 결국 2011년 9월 7일 오전 7시 30분 55세의 나이로 아까운 나이에 세상을 떠났다. 부산광역시 금정구 두구동 영락공원의 묘지에 안장되었다. 그가 세상을 떠난 지 1주일 후인 9월 14일에는 국내 최고의 선발 투수로 꼽혔던 전 롯데 자이언츠 투수 최동원도 대장암 투병 끝에 53세로 별세해 2011년 9월에만 한국프로야구계에서 2개의 큰 별이 떨어지고 말았다. 2011년 한국시리즈 1차전에서 아들 장의태 씨가 시구를 했다.

## 출신 학교
- 한양대학교 체육학과 75학번
- 대구상업고등학교
- 대구중학교
- 대구삼덕초등학교

## 주요 기록
- 진한 바탕은 KBO 리그 최초 기록임

| 기록               | 날짜    | 소속 | 구장 | 상대팀 | 상대 투수 | 경기수 | 타석수 | 달성 당시 나이 | 기타       | 각주 |
| ------------------ | ------- | ---- | ---- | ------ | --------- | ------ | ------ | -------------- | ---------- | ---- |
| 최소 타석 1000안타 | 92.8.13 | 롯데 | 사직 | 쌍방울 |           | 951    | 3606   | 36세 1개월 7일 | 역대 4번째 |      |

## 통산 기록
| 연 도           | 소 속           | 나 이           | 출 장 | 타 석 | 타 수 | 득 점 | 안 타 | 2 루 타 | 3 루 타 | 홈 런 | 타 점 | 도 루 | 도 실 | 볼 넷 | 삼 진 | 타 율 | 출 루 율 | 장 타 율 | O P S | 루 타 | 병 살 타 | 몸 맞 | 희 타 | 희 플 | 고 4 |
| --------------- | --------------- | --------------- | ----- | ----- | ----- | ----- | ----- | ------- | ------- | ----- | ----- | ----- | ----- | ----- | ----- | ----- | -------- | -------- | ----- | ----- | -------- | ----- | ----- | ----- | ---- |
| 1983            | 삼성            | 28              | 92    | 386   | 317   | 61    | 117   | 19      | 3       | 18    | 62    | 22    | 2     | 58    | 39    | .369  | .475     | .618     | 1.093 | 196   | 1        | 6     | 0     | 5     | 6    |
| 1984            | 삼성            | 29              | 89    | 365   | 309   | 56    | 100   | 19      | 7       | 7     | 44    | 8     | 8     | 49    | 25    | .324  | .424     | .498     | .923  | 154   | 2        | 5     | 0     | 2     | 8    |
| 1985            | 삼성            | 30              | 107   | 422   | 346   | 66    | 128   | 24      | 1       | 11    | 65    | 17    | 8     | 57    | 23    | .370  | .467     | .543     | 1.010 | 188   | 6        | 4     | 8     | 6     | 6    |
| 1986            | 삼성            | 31              | 95    | 367   | 304   | 55    | 100   | 20      | 2       | 6     | 41    | 16    | 7     | 59    | 30    | .329  | .436     | .467     | .903  | 142   | 6        | 1     | 0     | 3     | 7    |
| 1987            | 삼성            | 32              | 88    | 335   | 284   | 51    | 110   | 16      | 4       | 2     | 58    | 7     | 4     | 41    | 26    | .387  | .461     | .493     | .954  | 140   | 1        | 3     | 1     | 6     | 3    |
| 1988            | 삼성            | 33              | 96    | 334   | 283   | 41    | 89    | 12      | 2       | 4     | 35    | 5     | 5     | 49    | 27    | .314  | .419     | .413     | .833  | 117   | 2        | 2     | 0     | 0     | 0    |
| 1989            | 롯데            | 34              | 94    | 393   | 333   | 40    | 101   | 8       | 3       | 1     | 31    | 12    | 15    | 56    | 30    | .303  | .407     | .354     | .762  | 118   | 2        | 3     | 0     | 1     | 0    |
| 1990            | 롯데            | 35              | 96    | 364   | 324   | 36    | 89    | 13      | 4       | 1     | 22    | 8     | 4     | 34    | 33    | .275  | .347     | .349     | .696  | 113   | 5        | 2     | 4     | 0     | 0    |
| 1991            | 롯데            | 36              | 122   | 424   | 346   | 56    | 120   | 17      | 10      | 4     | 54    | 11    | 7     | 70    | 31    | .347  | .452     | .488     | .941  | 169   | 4        | 0     | 2     | 4     | 6    |
| 1992            | 롯데            | 37              | 82    | 242   | 204   | 23    | 54    | 9       | 0       | 0     | 25    | 3     | 1     | 33    | 25    | .265  | .365     | .309     | .674  | 63    | 2        | 1     | 1     | 3     | 1    |
| KBO 통산 : 10년 | KBO 통산 : 10년 | KBO 통산 : 10년 | 961   | 3632  | 3050  | 485   | 1008  | 157     | 36      | 54    | 437   | 109   | 61    | 506   | 289   | .330  | .427     | .459     | .886  | 1400  | 31       | 27    | 16    | 30    | 37   |

- 시즌 기록 중 굵은 글씨는 해당 시즌 최고 기록, 빨간 글씨는 한국 프로야구 역사상 최고 기록
- 82년 ~ 85년까지 한국 프로야구 출루율 계산법에서 희생 플라이는 제외하였다. 현재의 출루율 계산법으로 83년 ~ 85년까지 장효조의 시즌 출루율은 각각 .469 .422 .460 이 되겠지만 당시의 기준으로 표기함